# Tommy Tucker (Bluesmusiker)
Tommy Tucker, eigentlich Robert Higginbotham (* 5. März 1933 in Springfield (Ohio); † 22. Januar 1982 in Newark, New Jersey) war ein US-amerikanischer Blues-Sänger und Pianist.

## Werdegang
Über das Leben des Bluessängers und Pianisten Tommy Tucker ist nicht viel überliefert. Tommy Tucker war ein Cousin von Joan Higginbotham, einer Astronautin, die sich im Dezember 2006 an Bord der Space Shuttle Discovery aufhielt.
Er lernte Klavier ab 1941 und schloss sich dem Bobby-Wood-Orchester an, aus dem 1953 die Doo-Wop-Formation Cavaliers hervorging. In Woods Band lernte er den Trompeter Clarence LeVille kennen, mit dem er im Jahr 1951 eine Hausband im Farm Dell Club in Dayton/Ohio gründete. Sie begleiteten hier Bluesgrößen wie Big Maybelle, Billie Holiday, Little Walter, Jimmy Reed, Little Willie John oder Amos Milburn. Danach wechselte er häufig die Gruppen, tauchte 1955 mit LeVille bei den Belvaderes auf, mit dem er danach 1956 auch bei den Dusters spielte. Zwei erfolglose Singles von je einer dieser Formationen waren das Ergebnis. 1957 schließt sich Tucker der Hausband des The Frolic Night Club in Springfield/Ohio an.
Zusammen mit Atlantic-Records-Inhaber Ahmet Ertegün verfasste er den Song My Girl (I Really Love Her So), den er 1961 erfolglos als Solist herausbrachte.

## Einziger Hit

Tommy Tucker - High-heel Sneakers

Tuckers einziger und größter Hit war die Eigenkomposition und spätere Mods-Hymne Hi Heel Sneakers mit der markanten Slide-Gitarrenarbeit im Bottleneck-Stil von Welton „Dean“ Young, der mit Tucker bereits in den fünfziger Jahren zusammengearbeitet hatte. Nach Veröffentlichung des Jimmy-Reed-ähnlichen Stils beim Chess-Records-Tochterlabel Checker Records am 13. Januar 1964 gelangte der Titel bis auf Rang 11 der Popcharts und gehört mit rund 200 Versionen zu den viel gecoverten Songs. Die Aufnahme wurde wahrscheinlich noch im Gründungsjahr 1962 der A-1-Tonstudios von Herb Abramson produziert. Long Tall Shorty, geschrieben von Don Covay und Herb Abramson, war der erfolglose Nachfolgehit vom Mai 1964, gecovert von den Kinks (auf der gleichnamigen LP vom 2. Oktober 1964). Abramson produzierte auch 1966 That’s Life für sein eigenes Festival-Label, konnte jedoch den künstlerischen Niedergang Tuckers nicht aufhalten.
Ende der 1960er Jahre ließ er sich als Grundstücksmakler in East Orange (New Jersey) nieder und kehrte 1974 ins Tonstudio zurück, wo ihn Altrocker Bo Diddley auf Alben wie Mother Tucker oder The Rocks is My Pillow – the Cold Ground is My Bed begleitete. Die Alben scheiterten ebenso wie die meisten Singles zuvor.
Tommy Tucker starb am 22. Januar 1982 am Einatmen giftiger Dämpfe.
Nicht verwechselt werden darf Tommy Tucker, dessen Künstlernamen auf einen professionellen Footballspieler zurückgeht, mit dem Rockabilly-Sänger Tommy Ray Tucker.

## Diskografie Singles (Auswahl) mit Veröffentlichungsdatum
- The Belvaderes: Don’t Leave Me To Cry / I Love You (Hudson #4), 1955
- The Dusters: Give Me Time / Sallie Mae (mit Jimmy Binkley’s Orchestra) (Arc #3000), 1956

Tommy Tucker:
- My Girl (I Really Love Her So) / Rock ’N’ Roll Machine (als Tee Tucker) (Atco #6208), Oktober 1961
- Hi Heel Sneakers / I Don’t Want ’Cha (Watcha Gonna Do) (Checker #1067), Januar 1964
- Long Tall Shorty / Mo’ Shorty (Checker #1075), Mai 1964
- Alimony / All About Melanie (Checker #1112), Juni 1965
- Chewin’ Gum / (All My Life) I’ve Been A Fool (Checker #1133), Januar 1966
- That’s Life / That’s How Much I Love You Baby (Festival #704), 1966
- Sitting Home Alone / I’m Shorty (Checker #1178), 1967
- A Whole Lot Of Fun Before The Weekend Is Done / Real True Love (Checker #1186), 1967

## Diskografie LPs (Auswahl)
- Tommy Tucker: "Hi-Heel Sneakers and Long Tall Shorty" (Checker 2990)
- Tommy Tucker: "Mother Tucker" (Red Lightnin’ 022)
- Tommy Tucker: "The rocks is my pillow - The cold ground is my bed" (Red Lightnin’ 037)